# Disolución sólida
Una disolución sólida es una disolución en estado sólido de uno o más solutos en un disolvente.
El soluto puede incorporarse dentro de la estructura cristalina del disolvente bien mediante sustitución, reemplazando cada átomo del disolvente por un átomo del soluto (y formará una disolución sólida sustitucional), o bien de forma intersticial, encajándose los átomos de soluto dentro del espacio que hay entre los átomos del disolvente. Ambos tipos de disolución sólida afectan a las propiedades del material ya que distorsionan, aunque sea poco, la estructura cristalina y porque perturban la homogeneidad física y eléctrica del material disolvente.

## Condiciones de formación de disoluciones sólidas sustitucionales (regla de Hume-Rothery)
Algunas mezclas constituirán fácilmente disoluciones sólidas en un determinado rango de concentraciones, mientras que otras mezclas no constituirán nunca soluciones sólidas. La propensión de dos sustancias a formar una disolución sólida sustitucional es un asunto complicado que dependerá de las propiedades químicas, cristalográficas y cuánticas de los materiales en cuestión. Por regla general, se pueden formar disoluciones sólidas (con solubilidad total) siempre que disolvente y soluto tengan:
- Similar radio atómico (menos del 15 % de diferencia, para tener solubilidad total): Cuanto más similares sean, menor distorsión de red y por tanto mayor solubilidad.
- Igual estructura cristalina.
- Similar electronegatividad: Los metales deben tener poca afinidad electroquímica para formar disolución sólida. En caso de tener gran afinidad electroquímica se pierde el carácter metálico y se refuerza el carácter iónico o covalente en la aleación.
- Misma valencia: Si el soluto aporta más electrones a la nube electrónica que el disolvente, se favorece la solubilidad.

## Aplicación industrial

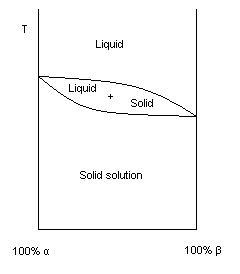
Diagrama de fases mostrando disoluciones sólidas en todo el rango de concentraciones relativas.

El diagrama de fases de la figura muestra una aleación de dos metales que forman una disolución sólida a todas las concentraciones relativas de las dos especies. En este caso, la fase pura de ambos es de idéntica estructura cristalina, y las propiedades similares de los dos elementos permite sustituciones parciales en toda la amplia gama de concentraciones relativas de los dos metales.
Las disoluciones sólidas tienen importantes aplicaciones comerciales e industriales, tales como la obtención de mezclas que pueden tener propiedades superiores a las de los materiales puros. Muchas aleaciones de metales son disoluciones sólidas. Incluso pequeñas cantidades de soluto pueden afectar a las propiedades físicas y eléctricas del disolvente.

## Tipos
Existen 2 tipos de disoluciones sólidas:
- Sustitucional: El átomo o ion del soluto, ocupa el lugar de los átomos o iones del disolvente
- Intersticial: El átomo o ion del soluto se coloca en el intersticio de la celda unitaria del disolvente.